# Tułuszka
Tułuszka (ukr. Тулушка) – wieś na Ukrainie, w obwodzie sumskim, w rejonie konotopskim, w hromadzie Popiwka. W 2001 liczyła 541 mieszkańców.